# Bill Russell
William Felton „Bill” Russell (n. 12 februarie 1934, Monroe⁠(d), Louisiana, SUA – d. 31 iulie 2022, Mercer Island⁠(d), Washington, SUA) a fost un jucător profesionist american de baschet care a devenit de 11 ori campion în National Basketball Association(NBA), fiind cel mai titrat jucător din istoria competiției. Ulterior, Russell a fost și primul antrenor de culoare din NBA. În 1956, Russell a făcut parte din echipa Statelor Unite care a devenit campioană olimpică la Melbourne.
A absolvit Universitatea din San Francisco și a jucat în echipa de baschet a universității alături de care a câștigat de două ori campionatul NCAA. În 1956, a fost recrutat de St. Louis Hawks, dar a fost tranzacționat de Boston Celtics echipă cu care a câștigat campionatul NBA de unsprezece ori, în 1957, 1959–1966, 1968–1969. A fost numit MVP-ul sezonului de cinci ori, în 1958, 1961, 1962, 1963, 1965. A jucat în All-Star Game de douăsprezece ori.
În primul rând, un excelent apărător, a fost primul baschetbalist din NBA care a depășit media de 20 de recuperări pe meci într-un sezon. Recordul său este de 51 (al doilea bilanț din toate timpurile) și media în carieră este de 22,5. A fost jucător de bază al celebrei dinastii Boston a lui Red Auerbach.
Numit de Auerbach în 1966 drept succesor, a devenit primul antrenor de culoare din istoria ligilor profesioniste americane. Apoi a antrenat pe Seattle SuperSonics (1973–1977) și Sacramento Kings (1987–1988), dar nu a avut la fel de succes.
El este unul dintre cei peste 40 de jucători din istorie care a câștigat atât campionatele NCAA, cât și NBA în timpul carierei sale sportive.
În 1975, a fost inclus în Basketball Hall of Fame.
De asemenea, a fost comentator de televiziune și a scris cărți.
Din 2009, premiul de MVP al finalei NBA îi poartă numele.